# Leptodontium repens
Leptodontium repens är en bladmossart som beskrevs av Kindberg 1891. Leptodontium repens ingår i släktet groddmossor, och familjen Pottiaceae. Inga underarter finns listade i Catalogue of Life.